# برف (فیلم ۱۳۹۲)
برف فیلمی به کارگردانی مهدی رحمانی و نویسندگی حسین مهکام و مهدی رحمانی محصول سال ۱۳۹۲ است.

## بازیگران
- رؤیا تیموریان
- افشین هاشمی
- محمدرضا غفاری
- آناهیتا افشار
- رابعه مدنی
- مینا ساداتی
- میلاد کی‌مرام
- شیرین یزدان‌بخش

## جوایز و نامزدی‌ها
سی و دومین دوره جشنواره بین‌المللی فیلم فجر
| قسمت            | نامزد       | نتیجه    |
| --------------- | ----------- | -------- |
| بهترین فیلمنامه | حسین مهکام  | نامزدشده |
| بهترین تدوین    | حسن حسندوست | نامزدشده |